# Мишо, Яхья
Яхья Мишо (фр. Yahya Michot, имя при рождении Жан Р. Мишо фр. Jean R. Michot; 3 июля 1952, Тюэн, Эно — 1 апреля 2025, Хартфорд) — бельгийский исламский ученый, специализирующийся на изучении Авиценны и традиционалиста Ибн Таймии (1263-1328).

## Биография
После окончания средней школы в колледже кардинала Мерсье в Брен-л’Аллё, Жан Мишо изучал философию в Католическом университете Лувена и в 1981 году защитил докторскую диссертацию на тему: «Судьба человека по Авиценне» под руководством профессора Симоны Ван Рит. Затем он был назначен ассистентом, а затем руководителем исследований в Высшем институте философии Католического университета Лувена.
Он принял ислам и взял имя Яхья. С 1995 по 1998 год он возглавлял Высший совет мусульман Бельгии.
В 1998 году, после разногласий по поводу написанного им под псевдонимом «Насреддин Лебателье» произведения, в котором он проводил параллель между текстом Ибн Таймии и убийством монахов Тибехирина, произошедшим двумя годами ранее в Алжире, он договорился о мирном расставании с Католическом университетом в Лувене и отправился преподавать в Центр исламских исследований Оксфордского университета, затем в Хартфордскую семинарию (штат Коннектикут), где он проработал до получения почетного звания в апреле 2018 года.
Он является соредактором журнала «Мусульманский мир».
Мишо умер 1 апреля 2025 года в возрасте 72 лет.

## Основные работы

### Ибн Таймия
- Ибн Таймия. Святые Ливана. Отсутствие, джихад и духовность между горой и городом. Пять фетв, переведенных с арабского, с комментариями и комментариями. 2007.
- Ибн Таймия. Неверие и прощение. Тексты, переведенные с арабского, с введениями и аннотациями. 2005.
- Ибн Таймия. Колеблющийся Бог? Текст переведен с арабского, с введением и аннотациями, 2004.
- Ибн Таймия. Мардин: Хиджра, бегство от греха и «Обитель ислама». Тексты переведены с арабского, аннотированы и представлены в связи с некоторыми современными текстами. 2004.
- Ибн Таймия. Гашиш и экстази. Тексты переведены с арабского, представлены и аннотированы, 2001.
- Ибн Таймия. «Положение монахов». Французский перевод, со ссылкой на дело Тибехирина (под псевдонимом Насреддин Лебателье), 1997.
- Ибн Таймия, Посредники между Богом и человеком (Рисалат аль-васи а байна ль-хальк ва лакк). Французский перевод, за которым следует «Шейх ислама Ибн Таймия: Хроника жизни воинствующего теолога», 1996.
- Ибн Таймия. Письмо королю крестоносцев (ар-Рисалат аль-Кубру ийя). Перевод с арабского языка, введение, примечания и глоссарий, 1995.
- Ибн Таймия. Письмо Абу ль-Фиде. Перевод с арабского, презентация, примечания и глоссарий, 1994.
- Музыка и танцы по Ибн Таймии. Книга о сама и танце (Китаб ас-сама ва л-рак), составленная шейхом Мухаммадом аль-Манбиджи. Перевод с арабского, презентация, примечания и глоссарий, 1991.

### Авиценна
- Авиценна. Опровержение астрологии. Издание и перевод арабского текста, введения, примечаний и глоссария. 2006, Аль-Бурак.
- Авиценна. Книга Бытия и Возвращения (Китаб аль-мабда ва ль-маад). Полный французский перевод. Исследовательское издание, 2002.
- Авиценна. Письмо визирю Абу Сааду. Главное издание на основе рукописи из Бурсы, перевод с арабского, введение, примечания и глоссарий , 2000, Аль-Бурак.
- Судьба человека по Авиценне. Возвращение к Богу (маад) и воображение, 1986.

### Об исламе
- Мусульмане в Европе. Размышления о пути Бога (1990–1998); предисловие Тарика Рамадана, 2002.